# حازم الشرع
حازم الشرع (مواليد 1975) هو سياسي ومحامي سوري وهو القائم بأعمال مدير هيئة الاستثمار السورية. وهو أكبر سنًّا من أخيه أحمد الشرع، رئيس سوريا.